# ヨーン・ミカエルソン
ヨーン・ミカエルソン (John Fredrik Mikaelsson, 1913年11月6日- 1987年6月16日)は、スウェーデンの元陸上競技選手。10km競歩の選手として1948年ロンドンオリンピックと1952年ヘルシンキオリンピックに出場し、2大会連続の金メダルを獲得した選手である。
第二次世界大戦後、スウェーデンはヨーロッパでもっとも陸上競技の強い国のひとつであった。ほかの国では、スポーツを行える施設がなく、また戦後の窮乏から栄養状態が悪い国も多かった。そんな中スウェーデンは大戦中でもスポーツを行える環境であったため選手たちは練習を続けることができた。
その結果は、1946年のヨーロッパ選手権でスウェーデンが11個の金メダルを獲得したことに表れている。また、この頃のスウェーデンの競歩は世界のトップクラスにあった。ミカエルソンと並び、ヨーン・リュングレン(John Ljunggren)もこの時代を代表する競歩選手である。
しかし、1948年ロンドンオリンピックにおけるスウェーデンの成績は、アメリカなどほかの地域から参加した国があったこともあり、1946年のヨーロッパ選手権ほどではなかった。しかし、リュングレンとミカエルソンは50km競歩と10km競歩でそろって金メダルを獲得する。
1950年のヨーロッパ選手権では、ミカエルソンはスイスのフリッツ・シュワブ(Fritz Schwab)、エミール・マギー(Emile Maggi)に次ぎ3位という結果に終わる。しかし、1952年ヘルシンキオリンピックでは10km競歩で、ソ連のブルーノ・ユンクやスイスのシュワブらを抑え45分2秒8のオリンピック新記録で2大会連続の金メダルを獲得した。

## 自己ベスト
- 3000m競歩 12分19秒0 (1942年)
- 5000m競歩 20分55秒8 (1942年)
- 10.000m競歩 42分52秒4 (1945年)
- 20 km競歩 1時間31分44秒 (1945年)